# Segmentwehr

Drucksegmentwehr am Illinois Waterway

Ein Segmentwehr ist ein regelbares Wehr.
Sein Fluttor besteht aus einem Schild, der mit einer Stützkonstruktion drehbar an einem Punkt befestigt ist. Über Zugstangen oder Ketten kann der Schild ins Wasser abgesenkt und wieder herausgezogen werden. Liegt der Punkt, um den sich der Schild dreht, oberhalb des Wehres, spricht man von einem Zugsegmentwehr; andernfalls von einem Drucksegmentwehr. Ein Segmentwehr wird im Allgemeinen unterhalb durchströmt. Der besser regelbare Überfallbetrieb ist nur möglich, wenn man auf dem Schild eine zusätzliche Fischbauchklappe installiert. In diesem Fall sind beide Betriebsarten möglich.
Segmenttore können auch als Schleusentore eingesetzt werden. In diesem Fall werden Zugsegmenttore verwendet.

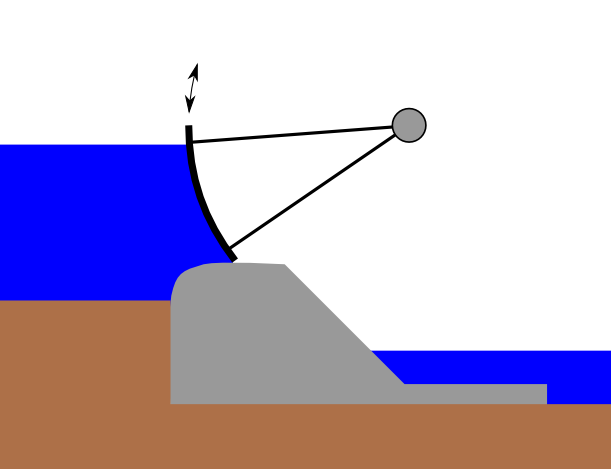
Skizze eines Drucksegmentwehrs
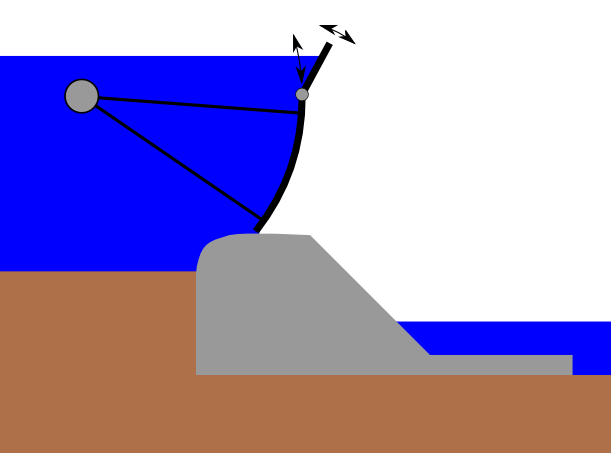
Skizze eines Zugsegmentwehrs mit optionaler Fischbauchklappe
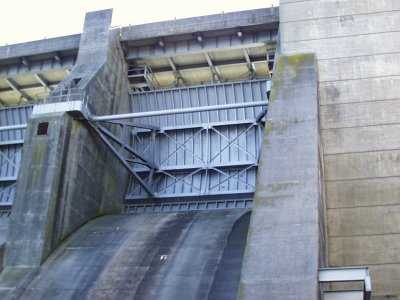
Drucksegmentwehr am John H. Kerr Damm, Boydton, Virginia
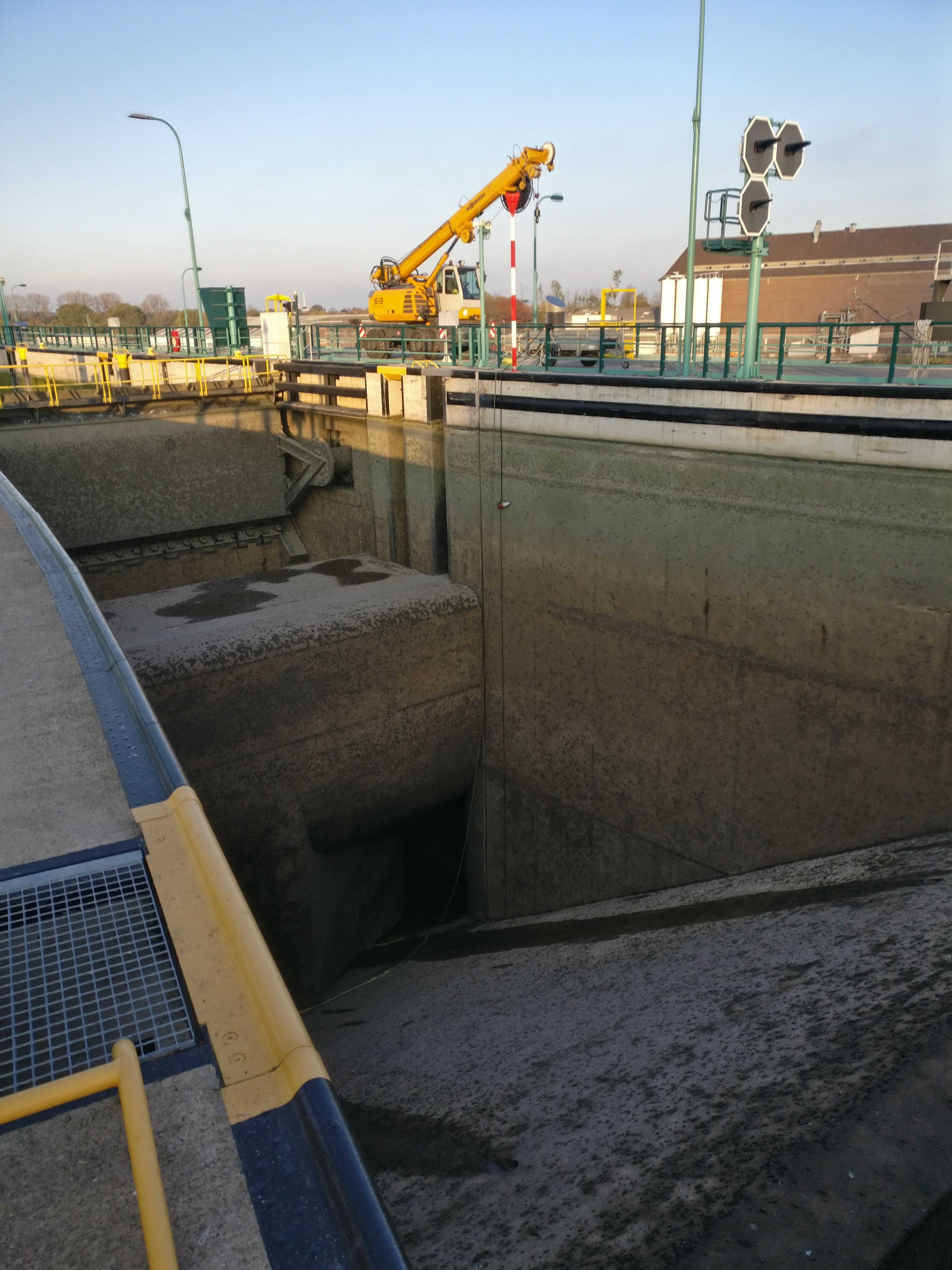
Zugsegmenttor der Weserschleuse Minden bei Wartungsarbeiten